# Björknäs
Björknäs este o arie protejată (arie specială de conservare — SAC, sit de importanță comunitară — SCI) din Suedia întinsă pe o suprafață de 56,6 ha, integral pe uscat.

## Localizare
Centrul sitului Björknäs este situat la coordonatele 65°56′18″N 18°24′47″E / 65.9383°N 18.413°E.

## Înființare
Situl Björknäs a fost declarat sit de importanță comunitară în decembrie 1995 pentru a proteja un număr necunoscut de specii din flora spontană și fauna sălbatică aflate în arealul zonei. Situl a fost protejat și ca arie specială de conservare în martie 2011.

## Biodiversitate
Situată în ecoregiunea boreală, aria protejată conține 4 habitate naturale: Lacuri și iazuri distrofice naturale, Taiga vestică, Mlaștini turboase de tranziție și turbării mișcătoare, Turbării Aapa.
La baza desemnării sitului se află un număr nedeclarat de specii protejate.